# Elias Tanenbaum
Elias Tanenbaum (* 1924 in New York City; † 10. Juni 2008 in New Rochelle/New York (Bundesstaat)) war ein US-amerikanischer Komponist und Musikpädagoge.

## Leben
Tanenbaum spielte in seiner Jugend Trompete in Jazzbands von New York. Nach seinem Dienst in der US Army während des Zweiten Weltkrieges studierte er an der Juilliard School (Bachelor) und an der Columbia University (Master) Komposition bei Dante Fiorillo, Bohuslav Martinu, Otto Luening und Wallingford Riegger. Er war Gründungsdirektor des Electronic Computer Music Studio und von 1970 bis zu seinem Tod Kompositionslehrer an der Manhattan School of Music. 1983 war er Gastkomponist am California Institute of the Arts und 1993 Gastdozent an der Hochschule für Musik und Darstellende Kunst Stuttgart.
Er komponierte mehr als 100 Werke, neben Orchesterwerken und Kammermusik auch Jazzmusik, Schauspiel- und Filmmusik, Ballette, elektronische und Computermusik. Seine Kompositionen wurden von namhaften amerikanischen, europäischen und japanischen Orchestern und Ensembles aufgeführt, u. a. vom Los Angeles Philharmonic, dem Philharmonieorchester Japan, dem Sinfonieorchester der Nationalphilharmonie Warschau und dem Saint Paul Chamber Orchestra. Tanenbaum war mit der Pianistin Mary Tanenbaum verheiratet. Ihr Sohn David Tanenbaum ist Gitarrist.

## Auszeichnungen
Für seine Werke wurde er vielfach ausgezeichnet, darunter zweimal mit dem Komponistenpreis des National Endowment for the Arts (1974 und 1989) und dem American Composers Allience Recording Award (1975 und 1979), dem New York State Foundation for the Arts (1989) und mehreren Meet-the-Composer-Preisen. 